# Io vagabondo (che non sono altro)/Eterno
Io vagabondo (che non sono altro)/Eterno è il 17° singolo del gruppo musicale italiano dei Nomadi, pubblicato in Italia nel 1972 dalla Columbia.

## Tracce
1. Io vagabondo (che non sono altro) – 3:07 (Alberto Salerno, Damiano Dattoli)
2. Eterno – 2:29 (Beppe Carletti, Carlo Alberto Contini)

Durata totale: 5:36